# A francia enciklopédisták listája
Az enciklopédisták szót általában a 18. századi francia szerzők egy csoportjára használják, akik Denis Diderot irányításával közreműködtek az Encyclopédie elkészítésében.
A leghíresebbek közülük a felvilágosodás és az utána következő időszak eszmei- és stílusirányzatainak formálói voltak. Voltaire, mint író, költő és drámaíró a francia klasszicizmus folytatója volt, legforradalmibb eszméit is a hagyományos formarendben fejezte ki. Jean-Jacques Rousseau a romantika előfutára volt, a szentimentalizmus első klasszikusa. Denis Diderot regényeivel és egyéb szépirodalmi műveivel pedig a később meginduló polgári realizmus szellemi előkészítője lett.

## Az enciklopédisták listája
- Jean le Rond d’Alembert
- Antoine-Joseph Desallier d’Argenville
- Antoine-Gaspard Boucher d’Argis
- Arnulphe d’Aumont
- Jacques-Nicolas Bellin
- Jacques-François Blondel
- Claude Bourgelat
- Étienne Bonnot de Condillac
- Pierre Daubenton
- Denis Diderot
- César Chesneau Du Marsais
- Marc-Antoine Eidous
- François Véron Duverger de Forbonnais
- Johann Heinrich Samuel Formey
- Friedrich Melchior Grimm
- Jean-Baptiste de La Chapelle
- Charles Marie de La Condamine
- Guillaume Le Blond
- André Le Breton
- Antoine Louis
- Helvétius
- Paul Henri Thiry d’Holbach (Holbach báró)
- Louis de Jaucourt
- Edme-François Mallet
- Jean-François Marmontel
- Montesquieu
- François Quesnay
- Jean-Jacques Rousseau
- Pierre Tarin
- François-Vincent Toussaint
- Anne Robert Jacques Turgot
- Urbain de Vandenesse
- Gabriel-François Venel
- Voltaire

## Cikkek száma alapján
- 37870 XXX (aláírás nélküli vagy meghatározhatatlan)
- 17288 – Chevalier Louis de Jaucourt
- 5394 – Denis Diderot
- 4268 – Boucher d’Argis
- 1925 – Edme-François Mallet
- 1309 – Jean le Rond d’Alembert
- 994 – Jacques-Nicolas Bellin
- 720 – Guillaume Le Blond
- 707 – Gabriel-François Venel
- 693 – Pierre Daubenton
- 541 – Antoine-Joseph Desallier d’Argenville
- 482 – Jacques-François Blondel
- 449 – Antoine Louis
- 428 – Marc-Antoine Eidous
- 414 – Paul Henri Thiry d’Holbach (Holbach báró)
- 388 – François-Vincent Toussaint
- 344 – Jean-Jacques Rousseau
- 337 – Pierre Tarin
- 227 – Claude Bourgelat
- 214 – Jean-Baptiste de La Chapelle
- 199 – Urbain de Vandenesse
- 192 – Arnulphe d’Aumont
- 129 – César Chesneau Du Marsais
- 119 Cahusac
- 108 Le Roy
- 107 Landois
- 91 Beauzee
- 78 Malouin
- 61 Goussier
- 56 Malouin
- 45 Lenglet Du Fresnoy
- 41 Daubenton|Diderot
- 39 Yvon
- 39 Daubenton|Vandenesse
- 32 Boucher d’Argis
- 26 de La Chapelle|d’Alembert
- 26 Voltaire
- 25 Diderot|Mallet
- 23 Daubenton|Jaucourt
- 22 Daubenton, le Subdelegue
- 21 Barths
- 20 Mallet|Diderot
- 20 Formey
- 20 Daubenton|Jaucourt
- 14 Rousseau|d’Alembert
- 14 Beauzee
- 13 Watelet
- 13 Boucher d’Argis
- 12 Romain
- 12 Douchet et Beauzee
- 12 Daubenton|d’Argenville
- 11 Diderot|Vandenesse
- 10 Villiers
- 10 Marmontel
- 10 Forbonnais
- 9 Papillon
- 9 Mallet|d’Alembert
- 9 Daubenton|Daubenton, le Subdelegue
- 8 Faiguet
- 7 d'Argenville|Diderot
- 7 Tarin
- 7 Pestr
- 7 Jaucourt
- 7 Bellin|Bellin
- 6 Vandenesse|Diderot
- 6 Toussaint|Mallet
- 6 Durival
- 6 BEAUZEE et DUCHET
- 5 d’Aubenton
- 5 d’Alembert|Diderot
- 5 Yvon|Diderot
- 5 Venel|Venel
- 5 Menuret
- 5 Mallet|Mallet
- 5 Diderot|Daubenton
- 5 Daubenton|d’Argenville|Vandenesse
- 5 Daubenton|Vandenesse|Diderot
- 5 C. D. J.| Jaucourt
- 4 d’Alembert|Mallet
- 4 Romilly
- 4 Rallier
- 4 Louis|Diderot
- 4 Blondel|Diderot